# Sphecodes saxicolus
Sphecodes saxicolus är en biart som beskrevs av Warncke 1992. Sphecodes saxicolus ingår i släktet blodbin, och familjen vägbin. Inga underarter finns listade i Catalogue of Life.